# Saint-Étienne-de-Bolton
Saint-Étienne-de-Bolton è un comune del Canada, situato nella provincia del Québec, nella regione di Estrie.